# Long John Baldry
Long John Baldry (eredeti nevén John William Baldry; (East Haddon, Egyesült Királyság, 1941. január 12. – Vancouver, Kanada , 2005. július 21.) angol énekes, gitáros és színész. Az 1960-as években ő volt az egyik első brit énekes, aki bluest énekelt klubokban. Számos brit zenésszel, köztük a Rolling Stones-szal és a Beatles-szel lépett színpadra. 
Ragadványnevét (Long John) magas, vékony termete miatt kapta. 

## Életpályája
1941. január 12-én született East Haddonban, Angliában. Szülei: William James Baldry és Margaret Louisa Parker voltak. Az 1960-as években ő volt az egyik első brit énekes, aki bluest énekelt klubokban. Számos brit zenésszel, köztük a Rolling Stones-szal és a Beatles-szel lépett színpadra. 1980-ban kanadai állampolgár lett.  1980 és 1984 között Dundasban élt, Ontarioban, és fellépett a torontói klubokban lépett fel, ahol Bob és Daniel Lanois-szal közösen rögzítette a Long John Baldry című albumot. 1985-ben telepedett le Vancouverben. 
2005. július 21-én kórházban hunyt el Vancouverben, fertőzés következtében.

## Zenekarai
Zenekarok: The Steampacket (1965–1966), Blues Incorporated (1961–1963), Bluesology (1966–1968), All-Stars

## Diszkográfiája

### Studióalbumok
| Év   | Cím                        | Kiadó                                    | Katalógus                |
| ---- | -------------------------- | ---------------------------------------- | ------------------------ |
| 1964 | Long John's Blues          | United Artists                           | ULP 1081                 |
| 1966 | Looking at Long John       | United Artists                           | ULP 1146                 |
| 1968 | Let the Heartaches Begin   | Pye Records                              | NPL 18208                |
| 1969 | Wait for Me                | Pye Records                              | NSPL 18366               |
| 1971 | It Ain't Easy              | Warner Bros.                             | WS 1921                  |
| 1972 | Everything Stops for Tea   | Warner Bros.                             | BS 2614                  |
| 1973 | Good to Be Alive           | GM Records                               | GML 1005                 |
| 1976 | Welcome to Club Casablanca | Casablanca Records                       | NBLP 7035-V              |
| 1979 | Baldry's Out!              | EMI Capitol                              | ST 6459                  |
| 1980 | Boys in the Band           | Quality Records                          | SV 2068                  |
| 1980 | Long John Baldry           | EMI Capitol                              | SW 17038                 |
| 1982 | Rock With the Best         | EMI Capitol                              | ST 6490                  |
| 1986 | Silent Treatment           | Musicline Records                        | ML 000l                  |
| 1991 | It Still Ain't Easy        | Stony Plain Records / Hypertension-Music | SPCD 1163 / HYCD 200 122 |
| 1996 | Right to Sing the Blues    | Stony Plain Records / Hypertension-Music | SPCD 1232 / HYCD 296 167 |
| 2001 | Remembering Leadbelly      | Stony Plain Records                      | SPCD 1275                |

### Élő felvételek
| Év   | Cím                                                    | Kiadó                                    | Katalógus                |
| ---- | ------------------------------------------------------ | ---------------------------------------- | ------------------------ |
| 1986 | Long John Baldry & Friends                             | Musicline Records                        | ML 0002                  |
| 1987 | This Is Japan (Diamond Club, Toronto 6 September 1987) | Musicline Records                        | Unreleased               |
| 1989 | A Touch of the Blues                                   | Musicline Records                        | ML 0005                  |
| 1993 | On Stage Tonight - Baldry's Out!                       | Stony Plain Records / Hypertension-Music | SPCD 1192 / HYCD 200 135 |
| 1999 | Evening Conversation                                   | Stony Plain Records / Hypertension-Music | SPCD 1268 / HYP 0191     |
| 2009 | Live - Iowa State University                           | Angel Air Records                        | SJPCD310                 |

### Válogatások
| Év   | Cím                                                 | Kiadó               | Katalógus      |
| ---- | --------------------------------------------------- | ------------------- | -------------- |
| 1982 | The Best of Long John Baldry                        | EMI Capitol         | SN 66124       |
| 1995 | A Thrill's A Thrill: The Canadian Years             | EMI                 | S22Z 29609     |
| 1998 | Let the Heartaches Begin: The Pye Anthology         | Sequel Records      | 42298          |
| 2005 | Boogie Woogie: The Warner Bros. Recordings          | Rhino Handmade      | RHM2 7896      |
| 2006 | Looking at Long John Baldry: The UA Years 1964-1966 | EMI                 | 0946 3 50899 2 |
| 2014 | The Best of the Stony Plain Years                   | Stony Plain Records | SPCD 1376      |

### Kislemezek
| Év   | A-oldal                                                        | B-oldal                              | Kiadó              | Katalógus        |
| ---- | -------------------------------------------------------------- | ------------------------------------ | ------------------ | ---------------- |
| 1964 | You'll Be Mine                                                 | Up Above My Head                     | United Artists     | UP 1056          |
| 1964 | I'm on to You Baby                                             | Goodbye Baby                         | United Artists     | UP 1078          |
| 1965 | How Long Will It Last?                                         | House Next Door                      | United Artists     | UP 1107          |
| 1966 | Unseen Hands                                                   | Turn on Your Love Light              | United Artists     | UP 1124          |
| 1966 | The Drifter                                                    | Only a Fool Breaks His Own Heart     | United Artists     | UP 1136          |
| 1966 | Cuckoo                                                         | Bring My Baby Back to Me             | United Artists     | UP 1158          |
| 1967 | Only a Fool Breaks His Own Heart                               | Let Him Go (And Let Me Love You)     | United Artists     | UP 1204          |
| 1967 | Let the Heartaches Begin                                       | Annabella                            | Pye Records        | 7N 17385         |
| 1967 | Let the Heartaches Begin                                       | Hey Lord You Made the Night Too Long | Pye Records        | 7N 17408         |
| 1968 | Hold Back the Daybreak                                         | Since I Lost You Baby                | Pye Records        | 7N 17455         |
| 1968 | When the Sun Comes Shining Thru                                | Wise to the Ways of the World        | Pye Records        | 7N 17593         |
| 1968 | Mexico                                                         | We're Together                       | Pye Records        | 7N 17563         |
| 1969 | It's Too Late Now                                              | The Long and Lonely Nights           | Pye Records        | 7N 17664         |
| 1969 | Wait for Me                                                    | Don't Pity Me                        | Pye Records        | 7N 17815         |
| 1970 | Well I Did                                                     | Setting Fire to the Tail of a Fox    | Pye Records        | 7N 17921         |
| 1970 | When the War Is Over                                           | Where Are My Eyes?                   | Pye Records        | 7N 45007         |
| 1971 | Rock Me When He's Gone                                         | Flying                               | Warner Bros.       | K 16105          |
| 1971 | Don't Try to Lay No Boogie Woogie on the King of Rock and Roll | Black Girl                           | Warner Bros.       | GS 45105         |
| 1971 | Don't Try to Lay No Boogie Woogie on the King of Rock and Roll | Mr. Rubin                            | Warner Bros.       | WB.16099         |
| 1972 | Iko Iko                                                        | Mother Ain't Dead                    | Warner Bros.       | K 16175          |
| 1972 | Everything Stops for Tea                                       | Hambone                              | Warner Bros.       | K 16217          |
| 1972 | Mother Ain't Dead                                              | You Can't Judge a Book by the Cover  | Warner Bros.       | WB 7617          |
| 1973 | She                                                            | Song for Martin Luther King          | GM Records         | GMS 9005         |
| 1974 | Crazy Lady                                                     | End of Another Day                   | ABC Records        | ABC 4016         |
| 1975 | Let Me Pass                                                    | High and Low                         | Casablanca Records | Casablanca 600   |
| 1976 | This Boy's in Love Again                                       | Song for Martin Luther King          | GM Records         | GMS 9043         |
| 1977 | On Broadway                                                    | On Broadway (instrumental)           | GM Records         | GMS 9045         |
| 1977 | Don't Try to Lay No Boogie Woogie on the King of Rock and Roll | Tell Me Something I Don't Know       | Atlantic Records   | CATX 40011       |
| 1979 | You've Lost That Lovin' Feelin'                                | Baldry's Out                         | EMI Capitol        | 006-86113        |
| 1979 | A Thrill's a Thrill                                            | Baldry's Out                         | EMI Capitol        | EA 103           |
| 1979 | A Thrill's a Thrill                                            | Find You                             | EMI Capitol        | 1A 006-860571979 |
| 1979 | Come and Get Your Love                                         | Lonely Nights                        | EMI Capitol        | 72808 1979       |
| 1980 | (Walk Me Out in The) Morning Dew                               | I Want You, I Love You               | EMI Capitol        | 006-86329        |
| 1980 | Any Day Now                                                    | Work for Me                          | EMI Capitol        | 72841            |
| 1981 | Too Late for Crying                                            | 25 Years of Pain                     | EMI Capitol        | 72874            |
| 1982 | Stay the Way You Are                                           | Midnight Show                        | EMI Capitol        | 72878            |
| 1985 | The Sun Ain't Gonna Shine (Anymore)                            | Mystery to Me                        | Line Records       | LS 1.00005       |
| 1986 | Silent Treatment                                               | Our Love Is in Limbo                 | Musicline Records  | MLS 002          |
| 1986 | The Sun Ain't Gonna Shine Anymore                              | Carnival                             | Musicline Records  | MLS 003          |
| 1986 | Ain't That Peculiar                                            | Spoonful                             | Musicline Records  | MLS 004          |
| 1987 | This Is Japan                                                  | When the World Doesn't Love You      | Musicline Records  | MLS 005          |
| 1987 | Silent Treatment                                               | A Life of Blues                      | Pläne Records      | B-4791           |

### EPk
| Év   | Cím                     | Felvételek | Kiadó                  | Katalógus                                                                 |
| ---- | ----------------------- | --- | ---------------------- | ------------------------------------------------------------------------- |
| 1965 | Long John's Blues       | "Dimples" / "Hoochie Coochie Man" / "My Baby" / "Times Are Getting Tougher Than Tough"                                                   | United Artists         | UEP 1013                                                                  |
| 1967 | Cuckoo                  | "Cuckoo" / "You've Lost That Lovin' Feelin'" / "Stop Her on Sight (S.O.S.)" / "Bring My Baby Back to Me"                                 | United Artists         | UEP 36.108                                                                |
| 1992 | Midnight in New Orleans | "Midnight in New Orleans" / "Introduction" / "Good Morning Blues" / "As Long as I Feel the Spirit" / "Black Girl" / "Ain't the Peculiar" | Hypertension Music     | HYCDS 100 103                                                             |
| 1995 | ...Some Thrills         | EMI | DRPO 1132              | Five track promo with a previously unreleased version of "Passing Glanes" |
| 2018 | Filthy McNasty          | "Filthy McNasty" / "Backwater Blues" / "St. James Infirmary" / "Money's Getting Cheaper"                                                 | Rhythm & Blues Records | REP21                                                                     |

### Egyéb lemezei
| Év   | Cím                    | Megjegyzések                                                     |
| ---- | ---------------------- | ---------------------------------------------------------------- |
| 1959 | Gallows Pole           | Unissued Schott Music Corp. demo.                                |
| 1965 | Mister Someone         | From the ITV television play The End of Arthur's Marriage        |
| 1968 | Let There Be Long John | Pye Records; Unreleased album                                    |
| 1970 | Madame                 | Unissued ATV-Kirshner / Pye demo.                                |
| 1981 | Ken's Theme            | Recorded for the documentary film The Devil at Your Heels        |
| 1984 | Run Through the Jungle | Unissued single that received some radio play.                   |
| 1987 | The Luckiest Man Alive | Self-penned opening song to the comedy Home Is Where The Hart Is |
| 2004 | Baldry's Back          | Stony Plain Records; Unreleased album                            |
| 2004 | Baldry's Back          | Self-penned title track from the unissued album 'Baldry's Back'  |
| 2004 | Marriage Meltdown      | Self-penned track from the unissued album 'Baldry's Back'        |
| 2004 | I Ain't Superstitious  | Track from the unissued album 'Baldry's Back'                    |
| 2004 | Baby Please Don't Go   | Track from the unissued album 'Baldry's Back'                    |

Közreműködései egyéb albumokon
- (1960) 6 Out Of 4 ~ The Thames-Side Four - Folklore (F-EP/1) 'Live recording of the group with LJB on guitar and vocals.'
- (1962) R&B from the Marquee ~ Blues Incorporated - Decca (ACL 1130) 'Baldry provides lead vocals on three tracks including "How Long, How Long Blues".'
- (1970) The First Supergroup ~ The Steampacket - BYG Records (529.706) 'Recorded December 1965 the album features tracks with LJB on lead vocals'
- (1971) The First Rhythm & Blues Festival in England ~ Various Artists - BYG Records (529.705) 'Recorded live in February 1964; Baldy sings "2.19" and "Mojo Working"'
- (1971) Every Picture Tells A Story ~ Rod Stewart - Mercury (6338 063) 'LJB provides backing vocals on the title track and "Seems Like A Long Time".'
- (1972) Mar Y Sol: The First International Puerto Rico Pop Festival ~ Various Artists - Atco Records (SD 2-705) 'Baldry sings a live version of the self-penned "Bring My Baby Back To Me".'
- (1975) Dick Deadeye: Original Soundtrack ~ Various Artists - GM Records (GML 1018) 'Soundtrack to the animated film of the same name with LJB taking lead vocals on three tracks.'
- (1975) Sumar Á Sýrlandi ~ Stuðmenn - Egg (EGG 0000 1/13) 'Rare Icelandic album. Baldry sings the track "She Broke My Heart".'
- (1996) Bone, Bottle, Brass or Steel ~ Doug Cox - Malahat Mountain 'LJB performs "Good Morning Blues" accompanied by Doug Cox.'
- (1998) You Got The Bread... We Got The Jam! ~ Schuld & Stamer - Blue Streak Records (BSCD98001) 'Long John joins with acoustic blues duo Schuld & Stamer on several tracks.'
- (2002) For Fans Only! ~ Genya Ravan - AHA Music 'Features a rare duet with Ravan and Baldry on "Something's Got A Hold On Me". Recorded in 1978.'
- (2011) The Definitive Steampacket Recordings ~ The Steampacket - Nasty Productions 'Features two previously unreleased Steampacket tracks with LJB on lead vocals.'
- (2013) Radio Luxembourg Sessions: 208 Rhythm Club - Vol. 5 ~ Various Artists - Vocalion (CDNJT 5319) 'October 1961 recording. LJB sings "Every Day I Have The Blues".'
- (2013) Radio Luxembourg Sessions: 208 Rhythm Club - Vol. 6 ~ Various Artists - Vocalion (CDNJT 5320) 'October 1961 recording of LJB singing "The Glory of Love".'

TV specials
- (1965) Rod The Mod
- (1974) The Gospel According To Long John
- (1985) Long John Baldry: Rockin' The Blues
- (1987) Long John Baldry At The Maintenance Shop
- (1993) Long John Baldry In Concert
- (1993) Leverkusen Blues Festival '93: The Long John Baldry Band
- (1993) Waterfront Blues Festival: Long John Baldry
- (1997) Leverkusen Blues Festival '97: Long John Baldry & Tony Ashton
- (1998) Café Campus Blues with Long John Baldry
- (2001) Happy Birthday Blues: Long John Baldry & Friends
- (2007) Long John Baldry: In The Shadow Of The Blues